# ایلاریو لامبرتی
ایلاریو لامبرتی (انگلیسی: Ilario Lamberti؛ زادهٔ ۷ فوریهٔ ۱۹۸۸) بازیکن فوتبال اهل ایتالیا است.
از باشگاه‌هایی که در آن بازی کرده‌است می‌توان به باشگاه فوتبال اودینزه و باشگاه فوتبال باری اشاره کرد.